# Крупинска река
Крупинска река је притока реке Дрине. Налази се на десној обали реке Дрине, смештена испод обронака планине Јагодња, а настаје спајањем Коларичке и Селаначке реке у засеоку Секулићи (Селанац).
Географски припада делу средњег Подриња, познатом још и као Азбуковица. Крупинска река административно припада општини Љубовија и представља природну границу између насеља Црнча и Селанац.
На ушћу Крупинске реке у Дрину, у насељу Црнча, налази се плажа и место где се одржава традиционална манифестација „Скобаљијада” — риболовачко такмичење у пецању скобаља.